# Гургуєць
Гургуєць, Гургуєці (рум. Gurguieți) — село у повіті Бреїла в Румунії. Входить до складу комуни Скорцару-Ноу.
Село розташоване на відстані 160 км на північний схід від Бухареста, 25 км на північний захід від Бреїли, 29 км на захід від Галаца.

## Населення
За даними перепису населення 2002 року у селі проживали 254 особи, усі — румуни. Усі жителі села рідною мовою назвали румунську.